# 斯托普斯角
斯托普斯角（英語：Stopes Point）是南極洲的海岬，位於奧次地，處於阿倫山西北端，是蒂爾曼嶺的最北端，在1964年由新西蘭的研究隊勘察，現時由南極條約體系管理。